# Campodorus riphaeus
Campodorus riphaeus là một loài tò vò trong họ Ichneumonidae.